# Bezirk Hohenstadt
Der Bezirk Hohenstadt war ein Politischer Bezirk in der Markgrafschaft Mähren. Sitz der Bezirkshauptmannschaft war die Stadt Hohenstadt an der March (Zábřeh). Das Gebiet gehörte seit 1918 zur neu gegründeten Tschechoslowakei. Der Bezirk hörte 1960 auf zu existieren, als der größte Teil seines Gebiets im Rahmen der Neuordnung der territorialen Verwaltung der Tschechoslowakei in den Bezirk Šumperk eingegliedert wurde.

## Geschichte
Die modernen, politischen Bezirke der Habsburgermonarchie wurden 1868 im Zuge der Trennung der politischen von der judikativen Verwaltung geschaffen.
Der Bezirk Hohenstadt wurde 1868 aus den Gerichtsbezirken Hohenstadt, Schildberg und Müglitz gebildet. Zur Zeit seiner Entstehung lebten im Bezirk Hohenstadt 75.213 Einwohner auf einer Fläche von 10,9 Quadratmeilen.
1880 lebten im Bezirk Hohenstadt 72.941 Personen (34.946 männlich und 37.995 weiblich). Von der einheimischen Bevölkerung hatten 38.409 Deutsch und 33.987 Tschechisch als Umgangssprache angegeben.
1890 lebten im Bezirk Hohenstadt 72.295 Personen (34.396 männlich und 37.899 weiblich). Von der einheimischen Bevölkerung hatten 36.945 Deutsch und 35.086 Tschechisch als Umgangssprache angegeben.
1910 lebten im Bezirk Hohenstadt 70.819 Menschen. Davon hatten 70.616 die österreichische Staatsbürgerschaft. Von den österreichischen Staatsbürgern gaben 33.096 Deutsch und 37.443 Tschechisch als Umgangssprache an. Die Fläche betrug 609,35 km2.

## Gemeinden
Der Bezirk Hohenstadt umfasste 1890 folgende Gemeinden:
1. Im Gerichtsbezirk Hohenstadt: Bohuslawitz, Brünnles, Budigsdorf, Drosenau, Dubitzko, Groß-Heilendorf (mit Wyhnalow), Klein-Heilendorf, Heinzendorf, Heinzhof, Hniefke, Hochstein, Hohenstadt, Groß-Jestreby, Klein-Jestreby, Klösterle, Kolleschau, Kolloredo, Kosse, Krumpach, Lesche, Lesnitz, Lomigsdorf (mit Dreihöfen), Lupelle, Lußdorf, Nebes, Nemile, Philipsthal, Plwoin, Pobutsch, Raabe (mit Witteschau), Groß-Rasel, Klein-Rasel, Rohle, Rowenz, Rudolfsthal, Schweine, Schwillbogen, Skalicka, Steine, Strupschein, Tattenitz, Theodorow, Watzelsdorf, Wyschehor, Zautke
2. Im Gerichtsbezirk Müglitz: Allerheiligen, Aujezd (mit Waldsee und Ziadlowitz), Mährisch Aussee (mit Weitzenfeld), Bezdek, Bezdekow, Braune (mit Hranicka und Jarowitz), Chirles (mit Nieder- und Ober-Busele), Chrises (mit Grunddorf), Doubrawitz (mit Mitrowitz), Kaltenlautsch (mit Dreibuchen und Puschein), Kloppe, Kremetschau (mit Klein-Poidl), Kwittein, Lexen (mit Passek), Liebein, Loschitz (mit Wolfsdorf und Ziadlowitz), Lukawetz, Alt-Moletein, Neu-Moletein, Morawieau (mit Tkanowitz), Müglitz (mit Nieder-Waldsee), Mürau (mit Möhrdörfel und Neustift), Pawlow (mit Leehowitz), Groß-Poidl (mit Ober-Waldsee), Polleitz, Pollein, Radnitz, Rippau, Schützendorf (mit Schwägersdorf), Schweine (mit Dwazetin und Vierhöfen), Steinmetz, Tritschein, Wellebor, Wessely, Wolledorf
3. Im Gerichtsbezirk Schildberg: Bukowitz, Buschin, Cerhof, Friese, Hakelsdorf, Herautz, Jeedl, Jokelsdorf, Karlsdorf, Lenzhof (mit Lenzdorf), Mährisch Rothwasser, Schildberg (mit Hammerfeld und Lockergrund), Schönau, Schönwald (mit Lichtenstein), Schreibendorf, Studinke, Weißwasser, Zborow, Zottkittl